# ماركو بيسانو
ماركو بيسانو (بالإيطالية: Marco Pisano)‏ (13 أغسطس 1981 بروما في إيطاليا - ) هو لاعب كرة قدم إيطالي في مركز الظهير. شارك مع منتخب إيطاليا تحت 21 سنة لكرة القدم. أما مع النوادي، فقد لعب مع نادي أسكولي ونادي بارما ونادي باري ونادي باليرمو ونادي بريشيا ونادي تورينو ونادي سامبدوريا ونادي فيتشينزا ونادي فينيزيا ونادي لاتسيو ونادي تارانتو 1927.

## روابط خارجية
- ماركو بيسانو على موقع قاعدة بيانات كرة القدم.إي يو (الإنجليزية)
- ماركو بيسانو على موقع عالم كرة القدم.نت (الإنجليزية)